# Lijst van nummer 1-albums in de LP Top 50 in 1971
Onderstaande albums stonden in 1971 op nummer 1 in de LP Top 50 de voorloper van de huidige Media Markt Album Top 40 en de opvolger van de LP Top 20. Vanaf 9 januari 1971 werd de LP Top 20 (vanaf 6 december 1969 tweewekelijks samengesteld door Radio Veronica en het blad Stereo Revue) uitgebreid naar een LP Top 50 en werd nog maar één keer per maand samengesteld. In de weken dat er geen nieuwe lijst verscheen werd de laatst verschenen lijst herhaald. Vanaf 18 september 1971 werd de lijst echter weer teruggebracht naar een LP Top 20 en verscheen wekelijks.
| Nummer | Datum        | Artiest                                  | Titel                          | Opmerking     |
| ------ | ------------ | ---------------------------------------- | ------------------------------ | ------------- |
| 10     | 2 januari    | The Cats                                 | Take me with you               |               |
| 9      | 9 januari    | Corry & de Rekels                        | Corry & de Rekels 2            |               |
|        | 16 januari   | Corry & de Rekels                        | Corry & de Rekels 2            |               |
|        | 23 januari   | Corry & de Rekels                        | Corry & de Rekels 2            |               |
|        | 30 januari   | Corry & de Rekels                        | Corry & de Rekels 2            |               |
|        | 6 februari   | Corry & de Rekels                        | Corry & de Rekels 2            |               |
| 11     | 13 februari  | Ekseption                                | Ekseption 3                    |               |
|        | 20 februari  | Ekseption                                | Ekseption 3                    |               |
|        | 27 februari  | Ekseption                                | Ekseption 3                    |               |
| 12     | 6 maart      | John Lennon & The Plastic Ono Band       | John Lennon / Plastic Ono Band |               |
|        | 13 maart     | John Lennon & The Plastic Ono Band       | John Lennon / Plastic Ono Band |               |
|        | 20 maart     | John Lennon & The Plastic Ono Band       | John Lennon / Plastic Ono Band |               |
|        | 27 maart     | John Lennon & The Plastic Ono Band       | John Lennon / Plastic Ono Band |               |
|        | 3 april      | John Lennon & The Plastic Ono Band       | John Lennon / Plastic Ono Band |               |
|        | 10 april     | John Lennon & The Plastic Ono Band       | John Lennon / Plastic Ono Band |               |
|        | 17 april     | John Lennon & The Plastic Ono Band       | John Lennon / Plastic Ono Band |               |
|        | 24 april     | John Lennon & The Plastic Ono Band       | John Lennon / Plastic Ono Band |               |
|        | 1 mei        | John Lennon & The Plastic Ono Band       | John Lennon / Plastic Ono Band |               |
| 13     | 8 mei        | Waldo de los Rios                        | Sinfonias                      |               |
|        | 15 mei       | Waldo de los Rios                        | Sinfonias                      |               |
|        | 22 mei       | Waldo de los Rios                        | Sinfonias                      |               |
|        | 29 mei       | Waldo de los Rios                        | Sinfonias                      |               |
|        | 5 juni       | Waldo de los Rios                        | Sinfonias                      |               |
|        | 12 juni      | Waldo de los Rios                        | Sinfonias                      |               |
| 14     | 19 juni      | The Rolling Stones                       | Sticky fingers                 |               |
|        | 26 juni      | The Rolling Stones                       | Sticky fingers                 |               |
|        | 3 juli       | The Rolling Stones                       | Sticky fingers                 |               |
|        | 10 juli      | The Rolling Stones                       | Sticky fingers                 |               |
|        | 17 juli      | The Rolling Stones                       | Sticky fingers                 |               |
|        | 24 juli      | The Rolling Stones                       | Sticky fingers                 |               |
|        | 31 juli      | The Rolling Stones                       | Sticky fingers                 |               |
|        | 7 augustus   | The Rolling Stones                       | Sticky fingers                 |               |
|        | 14 augustus  | The Rolling Stones                       | Sticky fingers                 |               |
|        | 21 augustus  | The Rolling Stones                       | Sticky fingers                 |               |
|        | 28 augustus  | The Rolling Stones                       | Sticky fingers                 |               |
|        | 4 september  | The Rolling Stones                       | Sticky fingers                 |               |
| 15     | 11 september | Diverse artiesten                        | Hollandse hitpourri 7          | Verzamelalbum |
|        | 18 september | Diverse artiesten                        | Hollandse hitpourri 7          | Verzamelalbum |
|        | 25 september | Diverse artiesten                        | Hollandse hitpourri 7          | Verzamelalbum |
|        | 2 oktober    | Diverse artiesten                        | Hollandse hitpourri 7          | Verzamelalbum |
|        | 9 oktober    | Diverse artiesten                        | Hollandse hitpourri 7          | Verzamelalbum |
|        | 16 oktober   | Diverse artiesten                        | Hollandse hitpourri 7          | Verzamelalbum |
|        | 23 oktober   | Diverse artiesten                        | Hollandse hitpourri 7          | Verzamelalbum |
| 16     | 30 oktober   | Herman van Veen                          | Carré / Amsterdam              |               |
| 17     | 6 november   | Ekseption & Royal Philharmonic Orchestra | Ekseption 00.04                |               |
| 18     | 13 november  | John Lennon                              | Imagine                        |               |
|        | 20 november  | John Lennon                              | Imagine                        |               |
|        | 27 november  | John Lennon                              | Imagine                        |               |
| 19     | 4 december   | Rod McKuen                               | Greatest hits vol.3            |               |
|        | 11 december  | Rod McKuen                               | Greatest hits vol.3            |               |
|        | 18 december  | Rod McKuen                               | Greatest hits vol.3            |               |
|        | 25 december  | Rod McKuen                               | Greatest hits vol.3            |               |

Lijsten van nummer 1-albums in de Nederlandse Album Top 100

1969 ·
1970 ·
1971 ·
1972 ·
1973 ·
1974 ·
1975 ·
1976 ·
1977 ·
1978 ·
1979 ·
1980 ·
1981 ·
1982 ·
1983 ·
1984 ·
1985 ·
1986 ·
1987 ·
1988 ·
1989 ·
1990 ·
1991 ·
1992 ·
1993 ·
1994 ·
1995 ·
1996 ·
1997 ·
1998 ·
1999 ·
2000 ·
2001 ·
2002 ·
2003 ·
2004 ·
2005 ·
2006 ·
2007 ·
2008 ·
2009 ·
2010 ·
2011 ·
2012 ·
2013 ·
2014 ·
2015 ·
2016 ·
2017 ·
2018 ·
2019 ·
2020 ·
2021 ·
2022 ·
2023 ·
2024 ·
2025

Lijsten van nummer 1-albums van de Stichting Nederlandse Top 40

1969 ·
1970 ·
1971 ·
1972 ·
1973 ·
1974 ·
1975 ·
1976 ·
1977 ·
1978 ·
1979 ·
1980 ·
1981 ·
1982 ·
1983 ·
1984 ·
1985 ·
1986 ·
1987 ·
1988 ·
1989 ·
1990 ·
1991 ·
1992 ·
1993 ·
1994 ·
1995 ·
1996 ·
1997 ·
1998 ·
1999 ·
2011 ·
2012 ·
2013 ·
2014 ·
2015
- Nederland
- Nederland (LP Top 50)